# BRAVO CALLIN'
BRAVO CALLIN'（ブラボー・コーリン）は、CROSS FMが放送していた夕方のリクエスト番組。放送期間は1997年4月-2003年3月。北九州市にある本社第1スタジオからの生放送。

## 概要
- 1997年の番組改編によりスタートした、オールリクエスト番組。
- 当初はリスナーから「ブラボーコール」と称して、リスナーからメッセージとリクエストを募集していたが、あまり定着しなかった。
- 2000年頃からEメールでのリクエスト受付も開始、最後2年間は電話、FAX、Eメール、ホームページの4本立てでリクエストを受け付けた。

## ナビゲーター・放送時間
| 期間     | 期間      | 月曜日 - 木曜日 | 金曜日       |
| -------- | --------- | --------------- | ------------ |
| 1997.4.1 | 1999.3.31 | 17:00〜20:00    | 17:00〜20:00 |
| 1999.4.1 | 2000.3.30 | 17:00〜21:00    | （放送なし） |
| 2000.4.3 | 2002.3.29 | 17:00〜21:00    | 17:00〜21:00 |
| 2002.4.1 | 2003.3.31 | 16:00〜20:00    | 16:00〜20:00 |

| 期間      | 期間      | 月・水     | 火         | 木         | 金           |
| --------- | --------- | ---------- | ---------- | ---------- | ------------ |
| 1997.4.1  | 1999.3.26 | 永松ケンシ | 永松ケンシ | 永松ケンシ | 永松ケンシ   |
| 1999.3.29 | 2000.3.30 | 永松ケンシ | 永松ケンシ | 永松ケンシ | （放送なし） |
| 2000.4.3  | 2001.3.30 | 永松ケンシ | 永松ケンシ | 永松ケンシ | 鈴木麻由     |
| 2001.4.2  | 2001.9.28 | 永松ケンシ | 鈴木麻由   | CAORI      | 永松ケンシ   |
| 2001.10.1 | 2002.3.29 | 永松ケンシ | MASAKI     | CAORI      | 永松ケンシ   |
| 2002.4.1  | 2002.6.28 | MASAKI     | MASAKI     | MASAKI     | CAORI        |
| 2002.7.1  | 2003.3.31 | MASAKI     | MASAKI     | MASAKI     | MASAKI       |

## 放送されていたコーナー番組
- KEIRIN WONDERLAND (月〜金 17:45〜18:05)

1997年4月〜1999年3月頃放送の小倉競輪場・門司競輪場提供コーナー。前番組の　「CARAMEL PAIRATES」、「SONIC A-GO-GO!!」を引き継いで、オールディーズのリクエストを特集していたが、後半1年間はJ-POPネオクラシックと呼ばれる2〜3年前のヒット曲のリクエストを紹介した。
- TOTO J-BRAVO!（月 18:10〜18:40）

1997年4月〜1999年3月頃放送。いわゆる新旧J-POPのリクエストを紹介した。提供はTOTO。
- KYUSYU COUNTDOWN GROOVE （金 18:10〜19:05）

1997年4月〜1999年3月頃放送。福岡県内で支持を受けているダンス・ミュージック上位20曲を紹介。1999年4月以降は「GROOVE TRAIN 9to0」に引き継がれた。
- MEGA BRAVO! (月〜木 18:10〜18:40)

1999年4月〜2000年3月頃放送。毎日日替わりのテーマに基づいたリクエストを特集した。
- NIPPON STEEL BRAND NEW WAVE （月〜金 20:00〜20:45、20:00〜20:30）

1999年4月〜2002年3月放送の新日鉄提供コーナー。
1999年〜2001年3月までは45分コーナーとして、新曲、リリース直前の曲のリクエストを特集。当初1年の金曜日は「RADIO SONIC」内でオンエアされ、提供クレジットは永松ケンシが読み上げたものがジングルとして使われた。2000年4月からは永松ケンシ、鈴木麻由がそれぞれ番組内で直接読み上げた。
2001年4月〜2002年3月は30分コーナーに短縮、主にゲストコーナーとして扱われた。短縮後の提供クレジットは英語で読み上げたものがジングル化された。
- BRAVO SUPER CHOICE （不定期）

2000年4月〜2002年3月頃放送。番組の推薦曲をアーティストのプロフィールと一緒に紹介した。